# جردن استین
جردن استین (به انگلیسی: Jordan Steen؛ زادهٔ ۲۶ ژوئن ۱۹۹۱) یک کشتی‌گیر آزادکار اهل کانادا است. وی سابقه حضور در المپیک ۲۰۲۰ توکیو را دارد.